# Pleurospermum foetens
Pleurospermum foetens là một loài thực vật có hoa trong họ Hoa tán. Loài này được Franch. miêu tả khoa học đầu tiên năm 1894.